# Chichery
Chichery – miejscowość i gmina we Francji, w regionie Burgundia-Franche-Comté, w departamencie Yonne.
Według danych na rok 1990 gminę zamieszkiwało 430 osób, a gęstość zaludnienia wynosiła 63 osoby/km² (wśród 2044 gmin Burgundii Chichery plasuje się na 508. miejscu pod względem liczby ludności, natomiast pod względem powierzchni na miejscu 1122.).